# Хуторо-Мокляківська сільська рада
Хуторо-Мокляківська сільська рада (Хутір-Мокляківська сільська рада) — колишня адміністративно-територіальна одиниця та орган місцевого самоврядування у Ємільчинському районі Житомирської області Української РСР з адміністративним центром у селі Хутір-Мокляки.

## Населені пункти
Сільській раді на час ліквідації були підпорядковані населені пункти:
- с. Хутір-Мокляки.

## Історія та адміністративний устрій
Створена 1941 року в с. Хутір-Мокляки Мокляківської сільської ради Емільчинського (згодом — Ємільчинський) району Житомирської області.
Станом на 1 вересня 1946 року сільська рада входила до складу Ємільчинського району Житомирської області, на обліку в раді перебувало с. Хутір-Мокляки.
Ліквідована 11 серпня 1954 року, відповідно до указу Президії Верховної ради Української РСР «Про укрупнення сільських рад по Житомирській області», територію ради та с. Хутір-Мокляки приєднано до складу Нараївської сільської ради Ємільчинського району Житомирської області.